# Довгий ринок (Гданськ)
Довгий Ринок (пол. Długi Targ, нім. Langemarkt) — площа в Гданську, Польща, розташовується у районі (пол. dzielnica) Середмістя, розташована в Головному Місті, одне з головних визначних місць міста.
Площа розташована між вулицею Довгою, її кінцем, і Золотими воротами.
Довгий Ринок є продовженням вулиці Довгої. Разом із вулицею Довгою, вони мають неофіційну назву — Королівський шлях або Королівська дорога (пол. Droga Królewska).

## Історія
Площу було створено в 13 столітті в якості торгової дороги, що веде до овального ринку. Незабаром після захоплення Гданська Тевтонським орденом, вулиця стала головною артерією міста. Офіційна назва латинською мовою вперше згадується в міських документах, в 1331 році, як лат. Longa Platea, німецька назва нім. Langgasse з'явилася пізніше, польський варіант пол. Ulica Długa було введено в 1552 році. До поділу Польщі вулицю також називали Королівський шлях, тому що тут проходила урочиста дорога в місто під час відвідин Гданська польськими монархами. Ця назва набула популярності поміж 1457—1552 роками. Під час свята королівської сім'ї, міська рада тут влаштовувала феєрверки. На вулиці жили найвідоміші і найбагатші мешканці Королівського міста Гданська.
В 14-15 століттях по суботах, на Довгому ринку йшла торгівля м'ясом, а на ділянці між фонтаном Нептуна і міською ратушею продавали живих поросят, через це, дану частину королівської дороги було названо Ринком Поросят. На Довгому Ринку також влаштовувалися страти відьом, єретиків і злочинців, які були виключно дворянами або законними містянами. Всіх інших стратили на Шибеничної Горі (пол. Szubieniczna Góra) або у Камері тортур (пол. Katownia).
Довгий Ринок як і вулиця Довга, були вимощені в 1882 році кубиками, привезеними зі Скандинавії. Пізніше було запущено трамвай. Трамвайні колії були прибрані в повоєнний час під час реконструкції міста, оскільки, в результаті бойових дій, переважна більшість будівель на Довгому Ринку були знищені. Кубик був замінений полірованим гранітом.

## Визначні пам'ятки

### Двір Артуса
Будівля за адресою Довгий Ринок 44. Колишнє місце зустрічі купців, центр суспільного життя, пізніше тут працювала біржа. Сьогодні — філія музею Гданська.

### Фонтан Нептуна
Історичний фонтан, який було споруджено в 1606-1633 рр. за ініціативою мера Гданська Бартоломея Шахмана і міської ради. Стоїть перед входом у Двір Артуса. Дизайн статуї, що зображує Нептуна був створений архітектором і скульптором Абрахамом ван ден Блоке, модель фігури зробив фламандець Петер Хузен. Скульптура була відлита з бронзи у 1612-1615 рр. на міському ливарному заводі. Маса фігури становить 650 кілограмів.
Фонтан був відкритий 9 жовтня 1633 р.  Затримка запуску виникла з багатьох причин: реконструкція Двора Артуса, проблеми із надійністю системи водопостачання, герметичністю споруди, Тридцятилітня війна, і насамкінець — смерть Абрахама ван ден Блоке. 

### Зелені Ворота
Зелені Ворота Головного Міста (пол. Brama Zielona, раніше — ворота Коги (пол. Brama Kogi),  нім. Grünes Tor, каш. kaszb. Zelonô Bróma) — ймовірно, найстаріші водяні ворота Гданська, вперше згадуються у 1357 році.
У Реєстрі Пам'яток Польщі під номером 295 від 24 лютого 1967г.
Зелені Ворота є першим прикладом нідерландського маньєризму, стилю, який згодом став притаманний всьому місту та надав йому архітектурну оособисту красу.
Зелені Ворота зведені на місці готичних воріт Когі в 1564 та 1565-58 роках. Це було роботою Реньє з Амстердаму та Ганса Крамера із Дрездена, як міська резиденція польських королів.
Разом з Золотими (пол. Złota Brama) і Високими воротами (пол. Brama Wyżynna), Зелені ворота обмежують частину Довгої вулиці з Довгим ринком, яку називають Королівська дорога (пол. Droga Królewska).
Для будівництва воріт використовували цеглу невеликого розміру, яку досі не використовували при містобудівництві у Гданську, тому вона отримала назву "голландська" через те, що вона була завезена як баласт у трюмах кораблів з Амстердаму.
Архітектурно це триповерхова будівля з двома крилами і чотирма прохідними аркадами. Фасади прикрашені пілястрами і барельєфами, а фасади горищних приміщень увінчані декоративними фронтонами. 
Хоча будівлю була збудовано як міську резиденцію польських королів, проте, польські королі ніколи тут не зупинялися, за винятком Марії Луїзи Ґонзаґа (11–20 лютого 1646) -  майбутньої дружини короля Владислава IV, а пізніше - Яна II Казимира. Вона була тут проїздом, тому що прямувала до Варшави на одруження з Владиславом IV.
У 1746-1829 рр.тут було розсташоване Гданьське Товариство Натуралістів.
З 1880 по 1939 роки тут знаходився Західнопруський музей.
Сьогодні в Зелених Воротах знаходяться виставкова філія Національного музею Гданьска і Гданська галерея фотографії.
Тут влаштовуються тимчасові виставки, конференції, різного роду зустрічі і заходи.
В одному з приміщень Зелених воріт знаходився офіс колишнього президента Третьої Республіки Польщі Леха Валенси, але пізніше, у 2015 році, офіс було перенесено  до штаб-квартири Європейського центру солідарності.